# واصف كمال
واصف كمال (1907-2007) مناضل فلسطيني، ولد في مدينة نابلس، درس في مدرسة النجاح وتخرّج منها عام 1923، التحق بالجامعة الأميركية في بيروت لدراسة الطب، لكنّه سافر لاستكمال دراسته في لندن، وهناك درس الحقوق بدلًا من الطب وتعرف إلى عز الدين الشوا وخليل البديري وخلوصي الخيري.
```
عمل مدرساً للتاريخ 
واللغة الإنجليزية
 في 
جامعة النجاح
 
بنابلس
[
3
]
[
4
]
 كان عضواً في أول 
لجنة قومية
 في نابلس، حيث دعت اللجنة فور انتخابها إلى إضراب عام يبدأ من تاريخ 1 أبريل 1936 ولا يتوقف إلا حين تتوقف الهجرة اليهودية، وقد اعتقل حينها ونقل إلى معتقل صرفند وبقي فيه مدة 7 شهور، وبعد اغتيال لواء الشمال 
الجنرال أندروز
، أصبحت الشرطة البريطانية تتعقبه وتتعقب رفاقه، وتمكن من الإفلات واللجوء إلى 
دمشق
 وحصل على الجنسية السورية عام 1947 بقرار من الرئيس 
شكري القوتلي
 ليتمكن من مشاركة الوفد الفلسطيني في الأمم المتحدة قبل نكبة عام 1948. وأصبح يعمل على تأمين السلاح والأموال وإرسالها للثوار خلال عمله مديراً 
للبنك العربي
.
[
5
]
 وتسلل إلى شمال 
فلسطين
 والتحق بقيادة 
أبو إبراهيم الكبير
 بناءً على قرار الحركة العربية السرية، وقاتل ضد 
القوات البريطانية
 والصهيونية.
[
6
]
 توفي عام 2007.
```

صدر له عن المؤسسة العربية للنشر في بيروت عام 2001 كتاب "واصف كمال شاهد على قضية فلسطين".